# Impremta Nueva Balear
La Impremta Nueva Balear va ser fundada, amb capital alemany, el 1913, com a fabricant de naips,a l’avinguda d’Alexandre Rosselló, núm. 18, Palma, Mallorca. La família Aguiló, a través de Jordi Aguiló, la va comprar el 1914. A causa de la poca rendibilitat, el 1921, es va reconvertir en impremta.L’estanc número 7 de Palma forma part de Nueva Balear.
El 1926, Guillem Forteza va dissenyar l’edifici que ocupa actualment l'establiment, que es divideix avui dia en dues zones, una per als clients i l’altra, més gran, on hi ha la impremta.
Cap als anys 40, es va conformar la societat Imprenta Nueva Balear, formada per Aguiló i Valentí. Però va ser a la dècada dels 50 quan Cayetano Aguiló va comprar-li la meitat al seu soci. Temps després, el seu fill Robert Aguiló Bonnin va heretar el negoci.

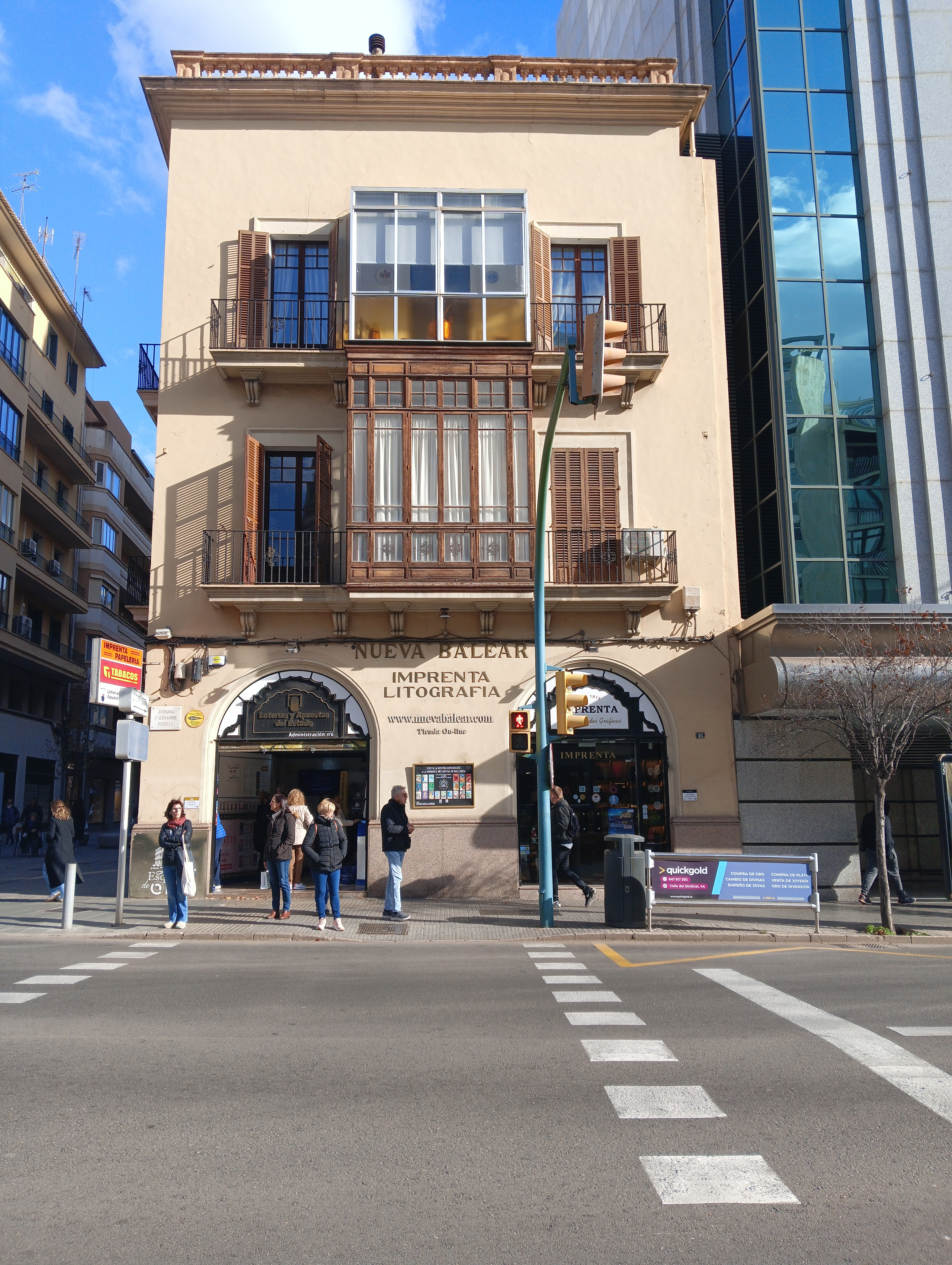
Façana d'Impremta Nueva Balear

El 14 de juny de 2022, Belén i Roberto Aguiló Mora, quarta generació de la família, van inaugurar un espai expositiu. Es tracta d’un taller, ubicat entre les Avingudes i el carrer de Costa i Llobera, on el públic pot contemplar cartells històrics de Mallorca i les antigues màquines de la impremta, algunes de principis del segle XX. No només han reconvertit un antic magatzem en un espai de cultura, sinó que, juntament amb la companyia Stick No Bill Poster Gallery, han redissenyat els antics cartells dels anys 50 i els han donat una nova estètica, una mescla de Bauhaus i l’Art Nouveau.
Es va dedicar a la publicació d’una revista de moda de sabates anomenada Moda y línea, que representava aproximadament el 80 % de la seva feina. No obstant això, durant els anys 70, la revista va deixar de publicar-se, cosa que va obligar l’empresa a reduir plantilla. i van decidir especialitzar-se en la creació de cartells per a festes i esdeveniments. Davant d’aquesta situació, van decidir especialitzar-se en la creació de cartells per a festes i esdeveniments. Amb el temps, van diversificar els seus serveis. I es van centrar en la producció de fullets per a hotels, caixes d’embalatge per a fruites de Mallorca, productes de cosmètica, entre d’altres.
El 24 de juliol de 2024 (resolució núm. 7460, Ajuntament de Palma) el manté com a Comerç Emblemàtic (categoria 1A) en l'aprovació del Catàleg d'establiments emblemàtics de 2024, en què és donat d’alta el 2018.